# Valérie Corre
Pour les articles homonymes, voir Corre (homonymie).
Valérie Corre, née le 17 mai 1967 à Antony, est une femme politique française, membre du Parti socialiste. Députée de la 6e circonscription du Loiret de 2012 à 2017, elle est conseillère municipale d'Orléans de juin 2020 à septembre 2021 après l'avoir été entre 1989 et 1995.

## Biographie
Valérie Corre est élue conseillère municipale d'Orléans en 1989 sur la liste de Jean-Pierre Sueur. Elle n'a à l'époque que 21 ans et étudie l'histoire à l'université d'Orléans. Elle ne fait qu'un seul mandat municipal.
Elle est désignée par les militants socialistes de la 6e circonscription du Loiret pour être la candidate de la majorité présidentielle lors des élections législatives françaises de 2012. Avec 111 voix d'avance au second tour, elle bat le président de la communauté d'agglomération d'Orléans et candidat UMP Charles-Éric Lemaignen. Cette victoire inattendue trouve une partie de son explication dans les divisions de la droite et du centre lors de cette élection.
Elle siège au sein de la Commission des Affaires culturelles et de l'Éducation. Elle est chargée d'une mission, à la suite loi du 8 juillet 2013 d’orientation et de programmation pour la refondation de l’école de la République, sur le thème des relations parents et école, close en 2014. Par ailleurs, elle est notamment désignée rapporteure thématique en 2016 sur le volet « Citoyenneté et émancipation » de la loi Égalité et Citoyenneté[source insuffisante].
En tandem avec Pascal Bonnetain, elle est chargée du projet Sport et éducation populaire dans la campagne de Vincent Peillon pour la primaire citoyenne de 2017. Elle est membre de son comité politique.
Elle est candidate pour les élections législatives de 2017 avec pour suppléant Jean-Vincent Valliès, maire de Chécy. Elle est éliminée dès le premier tour du scrutin avec 15,99 % des suffrages exprimés.
Elle est engagée en 2018 par la région Centre-Val de Loire en tant que cheffe de projet jeunesse.
Au cours des élections municipales de 2020 à Orléans, elle s’engage sur la liste de l’écologiste Jean-Philippe Grand, Orléans Solidaire Écologique, dès le premier tour. Elle est élue conseillère municipale d’opposition à l’issue du deuxième tour, en juin 2020. Elle démissionne de son mandat en septembre 2021, pour raisons personnelles.